# Cryptococcus aquaticus
Cryptococcus aquaticus är en svampart som först beskrevs av E.B.G. Jones & Slooff, och fick sitt nu gällande namn av Rodr. Mir. & Weijman 1988. Cryptococcus aquaticus ingår i släktet Cryptococcus och familjen Tremellaceae.   Inga underarter finns listade i Catalogue of Life.